# Bokeo
 Bokeo (tiếng Lào: ບໍ່ແກ້ວ), phiên âm là "Bò Keo", nghĩa tiếng Lào là "mỏ vàng". Trước đây mang tên Hua Khong, nghĩa là "thượng nguồn của sông Mê Công " là một tỉnh bắc của Lào. Đây là tỉnh nhỏ và có mật độ dân số thấp nhất trong cả nước. Tỉnh Bokeo có diện tích 6.196 km². Tỉnh Bokeo giáp tỉnh Luang Namtha về phía đông bắc, tỉnh Oudomxai về phía đông, tỉnh Xaignabouli về phía Nam, tỉnh Chiang Rai của Thái Lan về phía tây nam và bang Shan của Myanmar phía tây và tây bắc. Tỉnh có 5 huyện (huyện Houay Xay, huyện Tonpheung, thị xã Meung, huyện Pha Oudom và huyện Paktha) và giàu tài nguyên đá quý và đá hiếm.
Thủ phủ của tỉnh Bokeo là Ban Houayxay, trên sông Mê Công. Tỉnh này là một phần của "Tam giác Vàng", tại vùng giáp với Myanmar và Thái Lan. Tỉnh có 34 nhóm dân tộc sinh sồng. Houay Xay là thị trấn giáp biên giới với Thái Lan và trung tâm kinh tế khu vực.

## Lịch sử
Bokeo (nghĩa là "mỏ vàng") được gọi tên đó sau khi một mỏ sapphire được phát hiện và khai thác tại Huyện Houay. Một tượng phật có niên đại đến năm 1458 nằm trong chùa Wat Jom Kao Manilat, là ngôi chùa được xây dựng vào năm 1880 bằng gỗ tếch theo phong cách kiến trúc Shan. Fort Carnot là một di tích lịch sử khác quản lý bởi đế quốc thực dân Pháp thời Pháp thuộc, hiện nay với quân đội Lào.
Tỉnh được tạo lập năm 1983, gồm một phần đất tách ra từ tỉnh Luang Namtha. Vào năm 1992, gộp thêm muang Paktha và muang Pha Oudom tỉnh Oudomxay.
Trong thời kỳ cổ xưa, thị xã Houay Xay là một trung tâm thương mại chính trên tuyến đường giao thông liên thông giữa tỉnh Vân Nam của Trung Quốc và Thái Lan, đặc biệt đối với hàng hóa của Trung Quốc.

## Địa lý
Bokeo Province tiếp giáp với tỉnh Luang Namtha phía đông bắc, tỉnh Oudomxai phía đông, tỉnh Xaignabouli phía nam, Thái Lan phía tây nam và Myanmar về phía tây và tây bắc. Các khu dân cư tập trung chính gồm Houay Xay, Mong Lin, Ban Thakate, Ban Meung Hong, Ban Ha Li Tai, Ban Khai San, Ban Nam Kueng, Ban Long và Ban Paung.
Sông Nam Nga của tỉnh chảy qua khu Dự trữ Sinh quyển Bokeo, và nằm giữa sông Mê Công giáp Thái Lan và Miến Điện và cũng nằm dọc theo tuyến thương mại chính với Trung Quốc.

## Các khu bảo tồn
Khu bảo tồn thiên nhiên Bokeo được tạo ra để bảo vệ vượn đen (còn gọi là là "vượn má đen", được phát hiện năm 1997, trước đây người ta nghĩ loài này đã bị tuyệt chủng. Các loài Voi và trâu rừng hoang dã di chuyển qua Khu bảo tồn; các loài gấu và hổ cũng hiện diện ở đây.Khu bảo tồn, đặc trưng bởi một khu rừng lá rụng hỗn giao và địa hình núi (độ cao dao động từ 500-1500m). Tổng diện tích của khu bảo tồn là 136.000 ha, bao gồm 66.000 ha ở tỉnh Bokeo và 70.000 ha ở tỉnh Luang Namtha với các loài đặc hữu quý hiếm như vượn cáo đen trắng (Nomascus concolor) là các loài phổ thông khác cũng được bảo vệ. Theo một cuộc điều tra sơ bộ, số lượng vượn ở Nam Kane là khá lớn, đặc biệt là trong và các khu lưu trú xung quanh sông Nam Kạn nơi không có người ở. Dự án này đang được sự hỗ trợ và triển khai bởi Animo, một nhà doanh nghiệp người Pháp Jean Francois Reumaux; nó được coi là một dự án quy mô về loài vượn Gibbon Experience Project.
Gibbon Experience Project là một dự án bảo tồn đã xuất hiện sau khi phát hiện ra vượn đen đen bản địa. Trải nghiệm này được triển khai trong khu bảo tồn thiên nhiên Bokeo. Chương trình bảo tồn có hai thành phần, một trong số các "khóm" đang được nhìn thấy, được gọi là khóm lều (có bốn cái chòi rất lớn, có đủ phương tiện) trong khu bảo tồn rừng rộng lớn để xem vượn đen má nhọn và thành phần thứ hai là để trải nghiệm vẻ đẹp của rừng mưa ở mức tán cây. Một kinh nghiệm khác là về Trải nghiệm Thác nước Vượn Waterfall Gibbon Experience bao gồm 3 giờ đi bộ đến địa điểm nằm sâu trong khu dự trữ đi dọc theo sông Nam Nga.
Ngoài các loài vượn còn có các loài động vật hoang dã trong khu bảo tồn được báo cáo là: barbet lớn (còn gọi là 'Megalaima virens'); cá voi đầu xám ( Psittacula finschii ); khỉ-lá xám ( Semnopithecus ); cầy ăn cua (Herpestes urva), hổ (Panthera tigris); các loài mèo nhỏ; dhole (Cuon alpinus), gấu (hai loại); rái cá; Hươu Sambar (Cervus unicolor); và gia súc hoang dã (trâu nước).
Khu bảo tồn Thiên nhiên Thượng Lào IBA, rộng 10.980 héc ta, trải dài khắp các tỉnh Bokeo, Oudomxai và Xayabury. Nó nằm ở độ cao 500m-1.500m trên mực nước biển. Đặc điểm địa hình bao gồm các luồng sông, các bãi bồi, roi cát, bãi cát và sỏi, các hòn đảo, những tảng đá lộ thiên, bụi rậm, và những con suối nhỏ. Các loài động vật có vú được ghi nhận bao gồm black tailed tern (Sterna acuticauda), cormorant (Phalacrocorax carbo' '), đầu ngựa xám (Vanellus cinereus), Jerdon's bush chat (Saxicola jerdoni), martin cổ nâu (Riparia paludicola), river lapwing (Vanellus duvaucelii), prathercole nhỏ ("Glareola lactea"), và ngan ngỗng ("Anser cygnoides").

## Các đơn vị hành chính
Tỉnh có các đơn vị hành chính cấp muang (huyện) sau:
| Bản đồ | Mã vùng         | Tên tiếng Việt | Tên tiếng Lào | Dân số (2015) |
| ------ | --------------- | -------------- | ------------- | ------------- |
|        |                 |                |               |               |
| 5-01   | Thị xã Houayxay | ເມືອງຫ້ວຍຊາຍ     | 70.170        |               |
| 5-02   | Muang Tonpheung | ເມືອງຕົ້ນເຜິ້ງ      | 34.376        |               |
| 5-03   | Muang Meung     | ເມືອງເມິງ        | 14.506        |               |
| 5-04   | Muang Pha Oudom | ເມືອງຜາອຸດົມ      | 40.909        |               |
| 5-05   | Muang Paktha    | ເມືອງປາກທາ      | 19,182        |               |

## Dân cư
Dân số của tỉnh là 179.300 người, số liệu năm 2015, sinh sống tại 36 thị trấn với hơn 400 ngôi làng. Tỉnh có 34 dân tộc, bao gồm người Akha, Hmong, Khmu, Kalom, Kuy, Lamet, Lao Huay, Miền, Musoe, Ngo, Phai, Phu Thai, Phuan, Phuvan, Samtao, Shan, Tahoy, Thai Daeng, Tai Dam, Tai Khao, Tai Lue, Tai Nua,..., và người Hoa.
Số lượng dân tộc thiểu số trong tỉnh đông, đứng thứ hai sau tỉnh Luang Namtha. Phần lớn là những người Lanten, Hmong, Lahu, Yao, Akha và Tai Lue. Lahu, dân tộc nói ngôn ngữ Tạng-Miến thuộc nhóm sắc dân đông ở miền bắc Myanmar và Thái Lan, cũng có mặt ở đây với số lượng lớn.

## Kinh tế
Kinh tế của tỉnh hiện đang bị chi phối bởi Khu kinh tế Tam giác Vàng (GT SEZ). Vùng nằm ở giữa (20.361150, 100.099807) giữa Ban Houay Xay, thủ phủ của tỉnh và Tachileik, Myanmar. Trong năm 2007, Tập đoàn Kings Romans của Trung Quốc đã ký hợp đồng thuê 99 năm với diện tích 10.000 ha ở bờ sông Mê Công. Công ty đã được cấp 3.000 ha để xây dựng khu phi thuế quan này, hiện tại là khu kinh tế đặc biệt SEZ. Vì đánh bạc là bất hợp pháp ở Trung Quốc, và SEZ chỉ cách đường bộ từ Trung Quốc khoảng hai giờ, các sòng bạc và khách sạn phục vụ khách hàng Trung Quốc được xây dựng. Theo một hệ quả không lường trước, một ngành công nghiệp liên quan đến buôn bán động vật hoang dã đã gia tăng trong thương mại du lịch Trung Quốc. Một số nhà hàng ở SEZ phục vụ các món thịt thú rừng: hổ, tê tê, gấu con và trăn. Trên thực đơn công khai giá bán bao gồm các món như chân gấu, tê tê, tắc kè, rắn và rùa. Rượu xương hổ là loại đồ uống phổ thông. Các cửa hàng ở SEZ bán các bộ phận của động vật, động vật nhồi bông, và ngà voi, tất cả đều trái với hiệp ước CITES mà Lào đã ký kết.
Houay Xay, thủ phủ của tỉnh, đóng vai trò chính trong hoạt động kinh tế của tỉnh. Tỉnh này là một trong những vùng sản xuất ngô chính của Lào. Khu khai thác vàng và đá quý là một trong các ngành kinh tế chính. Ban Nam Khok và Ban Houay Sala cách thị trấn Bokeo nằm khoảng 6 km và 18 km là các khu vực khai thác đáng chú ý.
Cá beuk, một loài cá nước ngọt lớn nhất trên thế giới, được tìm thấy ở sông Mekong. Nó có thể phát triển đến 3m chiều dài và có thể nặng lên đến 300 kg. Đây là nguồn tài nguyên có giá trị cho người dân vì nó có giá cao trên thị trường, thịt của loài cá nguy cấp này là một món ăn được ưa chuộng.

## Danh thắng
Có nhiều ngôi chùa ở tỉnh lị Houay Xay, bao gồm chùa Wat Chamkao Manilat, chùa Jom Khao Manilat (xây dựng năm 1880), chùa Wat Thadsuvanna Pkakham (với tám vị Phật mạ vàng), chùa Wat Khonekeo Xaiyaram (có cửa và trụ cột màu đỏ, vàng và xanh lá cây), và chùa Wat Keophone Savanthanaram (với Đức Phật nằm sau lưới ngăn gà). Các tòa nhà và doanh trại của người Pháp cổ Fort Carnot bây giờ đã bị phá hủy.

## Galery

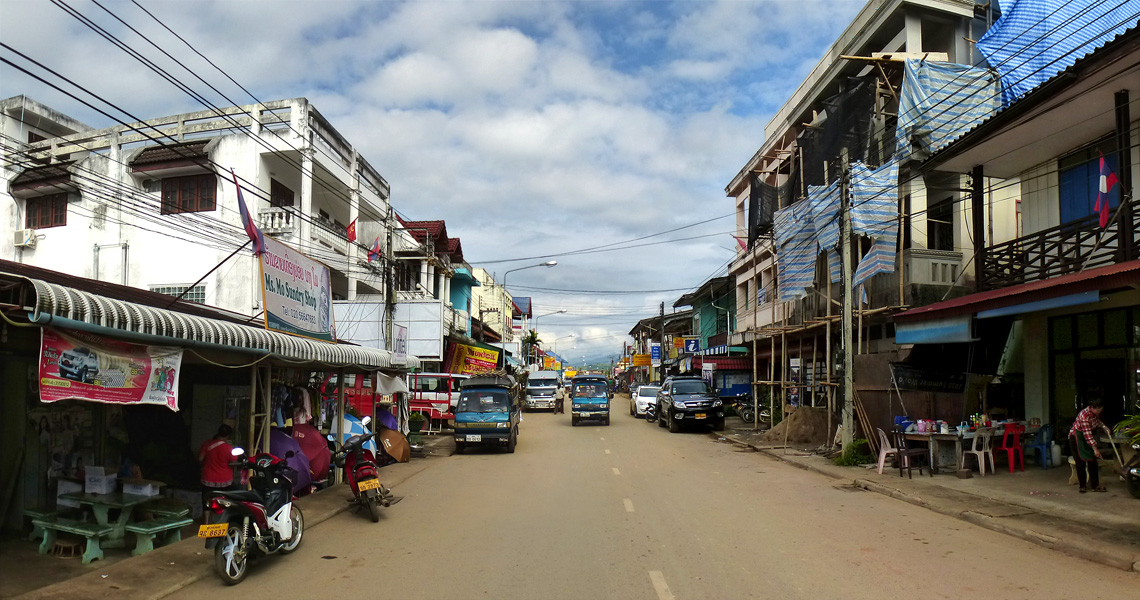
Trung tâm Houayxay
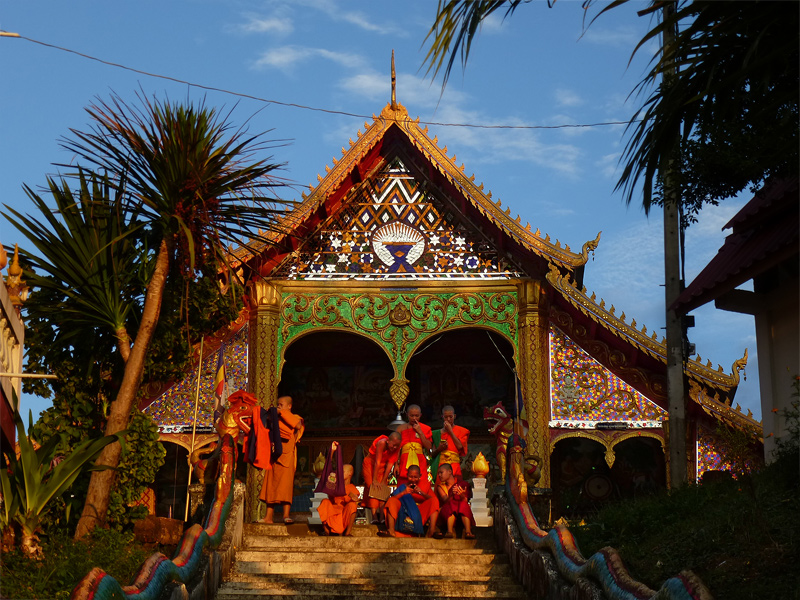
Chùa Wat Jom Khao Manilat
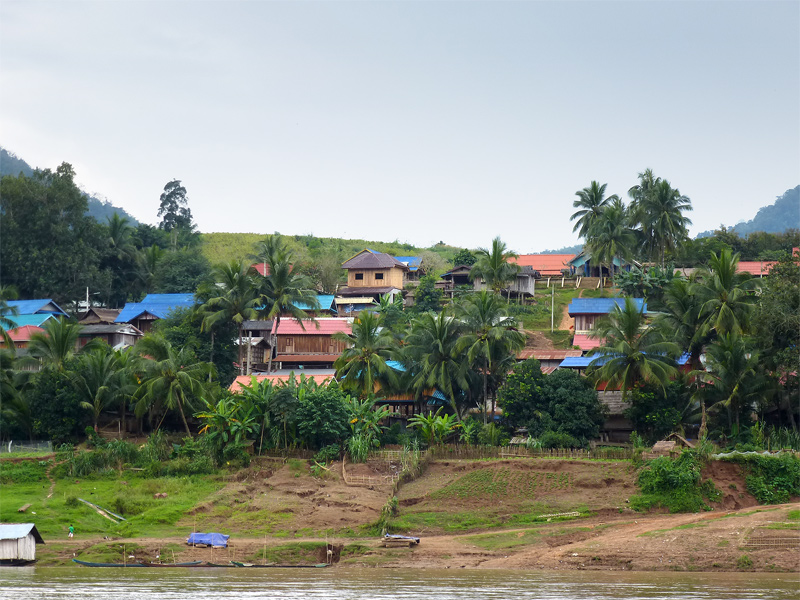
Một ngôi làng trên sông Mekong
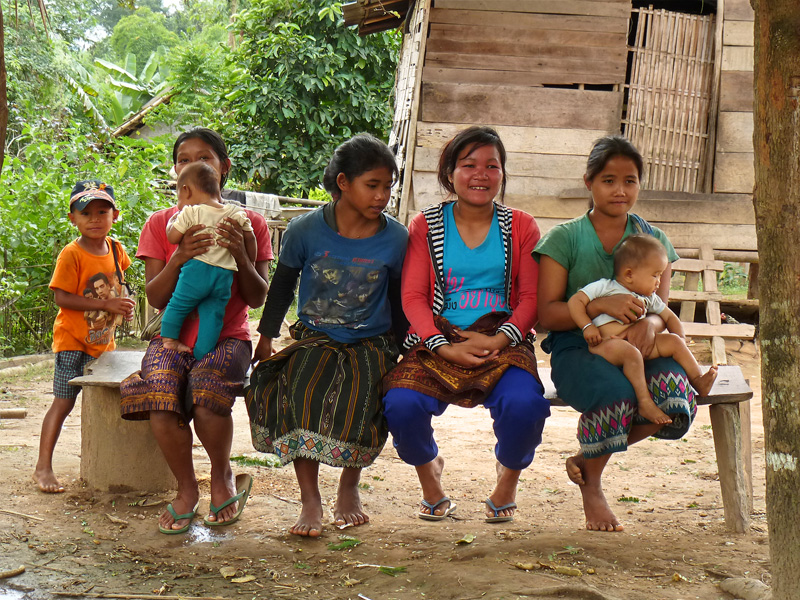
Cảnh làng Khmu

### Tra cứu
- Burke, Andrew; Vaisutis, Justine (ngày 1 tháng 8 năm 2007). Laos 6th Edition. Lonely Planet. tr. 214–. ISBN 978-1-74104-568-0.
- Bush, Austin; Elliot, Mark; Ray, Nick (ngày 1 tháng 12 năm 2010). Laos 7. Lonely Planet. tr. 172–. ISBN 978-1-74179-153-2.
- Burton, John J. S. (2005). Lao close encounters. Orchid Press. tr. 149. ISBN 978-974-524-075-9. Truy cập ngày 4 tháng 12 năm 2012.
- DK Publishing (ngày 1 tháng 7 năm 2011). DK Eyewitness Travel Guide: Cambodia & Laos: Cambodia & Laos. Penguin. tr. 183–. ISBN 978-0-7566-8426-6.
- Geological Survey (U S) (ngày 25 tháng 10 năm 2010). Minerals Yearbook: Area Reports: International 2008: Asia and the Pacific. Government Printing Office. tr. 14–. ISBN 978-1-4113-2964-5.
- Levinson, David; Christensen, Karen (2002). Encyclopedia of modern Asia. Charles Scribner's Sons. tr. 304. ISBN 978-0-684-31242-2.
- Outlook Publishing (tháng 3 năm 2008). Outlook Traveller. Outlook Publishing. tr. 58–.
- White, Daniel (ngày 1 tháng 3 năm 2010). Frommer's Cambodia and Laos. John Wiley & Sons. tr. 290–. ISBN 978-0-470-49778-4.